# Belaja Glina-i járás

A Belaja Glina-i járás a Krasznodari határterületen

A Belaja Glina-i járás (oroszul Белоглинский муниципальный район) Oroszország egyik járása a Krasznodari határterületen. Székhelye Belaja Glina.

## Népesség
- 1989-ben 33 459 lakosa volt.
- 2002-ben 33 477 lakosa volt, melyből 31 744 orosz (94,8%), 498 örmény, 389 ukrán, 129 cigány, 103 fehérorosz, 76 azeri, 53 grúz, 52 tatár, 32 német, 11 adige.
- 2010-ben 31 303 lakosa volt, melyből 29 462 orosz, 427 örmény, 246 ukrán, 212 cigány, 85 fehérorosz, 72 azeri, 61 tatár, 42 grúz, 34 tabaszaran, 33 csecsen, 30 német, 21 mari, 19 oszét, 18 caur, 18 koreai, 16 karacsáj, 16 lezg, 12 moldáv, 4 adige stb.